# Визни режим Босне и Херцеговине
Визни режим Босне и Херцеговине представља политику државе у погледу захтева за улазак странаца на њену територију. Визни режим се одређује Законом о кретању и боравску страна и азилу, Правилником о уласку и боравку странаца, Правилником о издавању краткорочне визе и аеродромске транзитне визе у дипломатско-конзуларним представништвима БиХ, Правилником о издавању виза за дугорочни боравак и поступању код издавања таквих виза, одлукама Владе о визама и ратификованим билатералним споразумима.

## Безвизни режим
У погледу краћег боравка странаца у Босни и Херцеговини држављани 97 држава и територија нису у обавези да претходно прибаве визу и у Босну и Херцеговину могу ући само на основу важећег пасоша. Такође држављанима одређених држава омогућено је да у Босну и Херцеговину уђу само са важећом личном картом. Свим странцима који поседују важећу визу неке од држава Европске уније и свих држава Шенгенског уговора као и САД омогућен је улазак и боравак до 30 дана без одвојеног прибављања визе коју издају државни органи Босне и Херцеговине.
Носиоци обичних пасоша следећих држава и територија нису у обавези да прибаве визу за Босну и Херцеговину за боравак до 90 дана у било којем периоду од 180 дана који подразумева узимање у обзир периода од 180 дана који претходи сваком дану боравка (ако другачије није напоменуто):
| - Сви држављани ЕУ 1 - Албанија 1 - Андора - Антигва и Барбуда - Аргентина - Аустралија - Азербејџан - Бахами - Барбадос - Бразил - Брунеј - Вануату - Ватикан - Венецуела - Гватемала - Гренада - Грузија - Доминика - Ел Салвадор - Израел - Исланд - Источни Тимор - Јапан - Јужна Кореја - Канада - Катар - Кина - Кирибати - Колумбија - Костарика - Кувајт - Лихтенштајн 1 - Макао - Македонија 1 - Малезија - Маршалска Острва | - Маурицијус - Мексико - Микронезија - Молдавија - Монако 1 - Никарагва - Нови Зеланд - Норвешка - Оман - Палау - Панама - Парагвај - Перу - Русија 2 - Самоа - Сан Марино 1 - Света Луција - Свети Винсент и Гренадини - Свети Китс и Невис - Сејшели - Сингапур - Сједињене Америчке Државе - Соломонова Острва - Србија 1 - Република Кина - Тонга - Тринидад и Тобаго - Тувалу - Турска - Уједињени Арапски Емирати - Украјина 2 - Уругвај - Хонг Конг - Хондурас - Црна Гора 1 - Чиле - Швајцарска 1 |

Напомене
1. ^  Могу да користе личну карту за улазак на територију Босне и Херцеговине.
2. ^  30 дана.

Носиоцима дипломатских и службених пасоша али не и носиоцима обичних пасоша следећих држава није потребна виза приликом уласка на територију БиХ: Белорусија, Египат, Индонезија, Иран, Јордан, Казахстан, Кина, Куба, Пакистан, Саудијска Арабија и Тунис.
Током 2017. Босна и Херцеговина је потписала споразуме о међусобном укидању виза за носиоце обичних пасоша са Кином и за носиоце дипломатских и службених пасоша са Јерменијом али они још увек нису ступили на снагу.